# Opisthocentrus ocellatus
Opisthocentrus ocellatus és una espècie de peix de la família dels estiquèids i de l'ordre dels perciformes.

## Descripció
- Fa 20 cm de llargària màxima.[8][9]

## Hàbitat i distribució geogràfica
És un peix marí, demersal (fins a una fondària de 335 m, normalment 70) i de clima temperat, el qual viu al Pacífic nord-occidental: des de l'oest del mar de Bering, el mar d'Okhotsk, el mar del Japó i el Japó (Honshu) fins a la península de Corea.

## Observacions
És inofensiu per als humans.